# Pisandre (fils de Polyctor)
Pour les articles homonymes, voir Pisandre (homonymie).
Selon la mythologie grecque, dans l'Odyssée, Pisandre (ou Pisandros), fils du roi Polyctor (ou Polyktor) est un des prétendants de Pénélope.
Ce personnage est nommé pour la première fois au chant XVIII de l'épopée quand chacun de ceux-ci offre un cadeau à Pénélope.
Au temps de la vengeance d'Ulysse, à son retour à Ithaque, Pisandre est tué par Philétios (ou Philœtios), le bouvier d'Ulysse.